# Ab urbe condita (Chronologie)
A. u. c. ist die Abkürzung für ab urbe condita oder auch für Anno Urbis Conditæ. Dabei handelt es sich um die Bezugsangabe für die Jahre „seit der Stadtgründung“ des Alten Rom. Sie wurde von den frühesten Chronisten des Mittelalters zur Datierung benutzt. Seltener wird hierfür dann auch die Bezeichnung post urbem conditam (abgekürzt p. u. c.) verwendet. Etwa 800 n. Chr. wurde diese Jahreszählung nach und nach von der Zählung „nach Christi Geburt“ abgelöst, die bereits 525 n. Chr. vorgeschlagen wurde. Eine Jahreszahl a. u. c. ist immer um 753 Jahre größer als das Pendant n. Chr.
Der 21. April 753 v. Chr. wurde vom römischen Polyhistor Marcus Terentius Varro als Gründungsdatum ermittelt. Die Epoche ab Gründung der Stadt Rom wird daher auch varronische Ära genannt.

## Geschichte

### Verschiedene Zählungen
Nach der von Varro begründeten varronischen Zeitrechnung wurde Rom 440 Jahre nach dem Fall Trojas von Romulus und Remus gegründet. Ausgehend vom Jahr 1193 ermittelte Varro das Frühjahr des Jahres 753 v. Chr. Seltener wurde die von Cato begründete („catonische“ oder auch „capitolinische“) Zählung angewandt, der die Stadtgründung auf das erste Jahr der 7. Olympiade legte (752 v. Chr.).
Die Römer der klassischen Zeit selbst haben die Jahre allerdings nicht mit der Stadtgründung a. u. c. gezählt, sondern mit den jährlich wechselnden Konsulämtern. Die Zählung seit Gründung der Stadt wurde erst um das Jahr 400 n. Chr. zum ersten Mal systematisch gebraucht, nämlich vom iberischen Historiker Orosius. In antikisierender Weise hat sie teilweise auch Theodor Mommsen (z. B. im Staatsrecht) verwendet.
Davon abweichende, weitere antike Angaben zur Stadtgründung stammen von Hellanikos von Lesbos (um 1180 v. Chr.), Timaios von Tauromenion (814 v. Chr.), Hieronymus (755 v. Chr.), Lucius Tarrutius (4. Oktober 754 v. Chr.), Polybios (751 v. Chr.), Quintus Fabius Pictor (748 v. Chr.) und Lucius Cincius Alimentus (729 v. Chr.).

### Verwendung
Ob die varronische Zählung in der Antike überhaupt zur Jahresangabe verwendet wurde, ist umstritten. Die Römer verwendeten zur Bezeichnung der Jahre die Angabe der amtierenden Konsuln, im Osten des Reiches waren zahlreiche Ären, z. B. die Seleukidische Ära, verbreitet; später kam die Diokletianische Ära in Gebrauch, die schließlich von der christlichen Jahreszählung (Anno Domini) abgelöst wurde.
Von Bedeutung war die varronische Zählung in der Antike für die Abhaltung der Säkularfeiern, also der Jahrhundertfeiern der Gründung Roms, die erstmals unter Kaiser Claudius im Jahr 47 (800-Jahr-Feier) abgehalten wurden. Im Jahr 147/148 feierte Antoninus Pius das 900-jährige Jubiläum. Die 1000-Jahr-Feier fand unter Philippus Arabs im Jahr 248 statt.
Zur Angabe von Jahren war die Zählung ab urbe condita erst im Mittelalter verbreitet.

### Verbreitung der christlichen Zeitrechnung
Die varronische Zeitrechnung wurde durch die von dem Mönch Dionysius Exiguus im Jahr 525 vorgeschlagene christliche Zählung abgelöst, jedoch nicht vor dem 8. Jahrhundert. Anfangs nur auf einen kleinen Kreis in Rom beschränkt und beachtet, verschaffte sich seine Zeitrechnung immer mehr Geltung und verdrängte im 10. und 11. Jahrhundert in der christlichen Welt die anderen Zeitrechnungen.
Dionysius zählte die Jahre nicht mehr wie bisher verbreitet üblich, nach der Ära Diokletians, sondern ab incarnatione Domini, seit der Menschwerdung (Geburt) Christi. Aber bei der Umrechnung der Jahre in „nach Christi Geburt“ verrechnete sich der Mönch – nach heutigen Erkenntnissen setzte er die Geburt Jesu von Nazaret um vier oder sieben Jahre zu spät an, denn Jesus wurde noch zu Lebzeiten Herodes’ des Großen geboren, der nach heutiger Datierung im Jahr 4 v. Chr. starb. Wahrscheinlich vergaß Dionysius Exiguus, dass der Name des Kaisers Augustus in den Jahren 30–27 v. Chr. anders lautete, nämlich Imperator Caesar Divi filius.

## Umrechnung

### Formeln
Vor der Gründung Roms (ante urbem conditam) gilt:
- Das Jahr {\displaystyle x} ante u. c. ist das Jahr {\displaystyle (x+753)} v. Chr.
- Das Jahr {\displaystyle y} v. Chr. ist das Jahr {\displaystyle (y-753)} ante u. c.

Nach Gründung Roms vor Christus gilt:
- Das Jahr {\displaystyle x} a. u. c. ist das Jahr {\displaystyle (754-x)} v. Chr.
- Das Jahr {\displaystyle y} v. Chr. ist das Jahr {\displaystyle (754-y)} a. u. c.

Nach Christus gilt:
- Das Jahr {\displaystyle x} a. u. c. ist das Jahr {\displaystyle (x-753)} n. Chr.
- Das Jahr {\displaystyle y} n. Chr. ist das Jahr {\displaystyle (y+753)} a. u. c.

Als Merkhilfe zur Jahreszahl dient ein Merkreim: Sieben, fünf, drei – Rom schlüpft aus dem Ei.

### Beispiele
245 a. u. c. = 754−245 = 509 v. Chr. (Beginn der Republik)
2 ante urbem conditam = 755 v. Chr.
1 ante urbem conditam = 754 v. Chr.
1 ab urbe condita = 753 vor Christus (der Sage nach das Jahr der Gründung Roms)
2 a. u. c. = 752 v. Chr.
usw.
750 a. u. c. = 4 v. Chr. (Todesjahr Herodes’ des Großen);
751 a. u. c. = 3 v. Chr.
752 a. u. c. = 2 v. Chr.
753 a. u. c. = 1 v. Chr.
754 a. u. c. = 1 nach Christus
755 a. u. c. = 2 n. Chr.
2778 a. u. c. = 2025 n. Chr.
usw.